# Daganzo de Arriba
Daganzo de Arriba ist eine zentralspanische Gemeinde (municipio) mit 10.703 Einwohnern (Stand: 2024) im Osten der Autonomen Gemeinschaft Madrid. 

## Lage
Sie liegt 27 km ostnordöstlich von Madrid und 11 km nördlich von Alcalá de Henares. Sie grenzt an Ajalvir, Alcalá de Henares, Algete, Camarma de Esteruelas, Cobeña, Fresno de Torote, Torrejón de Ardo und Valdeolmos-Alalpardo.

## Bevölkerungsentwicklung
| 1842 | 1900 | 1950 | 1981 | 1991 | 2001 | 2011 |
| ---- | ---- | ---- | ---- | ---- | ---- | ---- |
| 954  | 662  | 663  | 1068 | 1627 | 4755 | 9472 |